# Chevron Phillips Chemical
Chevron Phillips ist ein im Jahr 2000 gegründetes US-amerikanisches Gemeinschaftsunternehmen zwischen Chevron und Phillips 66.
Es ist einer der größten Hersteller von Polyolefinen wie Ethen, Propen, Polyethylen (PE), Polypropylen (PP). 1973 wurde bei Chevron Phillips die großtechnische Herstellung von Polyphenylensulfid (PPS, Ryton) begonnen. Das Unternehmen ist auch bei Styrol-Butadien-Kautschuk (K-Resin SBC) sowie Thiolen als Odorierungsmittel (Scentinel) ein wichtiger Hersteller.

## Werke
- Cedar Bayou
- Q-Chem  Katar